# Vetovo (obchtina)
Vetovo (bulgare : Ветово) est une obchtina de l'oblast de Roussé en Bulgarie.